# Hörlasreuth
Hörlasreuth (oberfränkisch: Herrlasrat bzw. Hialasrat) ist ein Gemeindeteil der Stadt Creußen im Landkreis Bayreuth (Oberfranken, Bayern). Hörlasreuth liegt in der Gemarkung Gottsfeld.

## Geografie
Das Dorf liegt in der Fränkischen Alb. Rings um Hörlasreuth befinden sich einige Weiher und viel Wald. Durch den Ort fließt der Simmelbach und außerhalb des Dorfes der Rote Main in einem kleinen Bachbett. Eine Gemeindeverbindungsstraße führt nach Lindenhardt zur Staatsstraße 2184 (2 km südwestlich) bzw. zu einer Gemeindeverbindungsstraße (1,2 km östlich), die nördlich nach Wasserkraut bzw. südlich nach Schwürz zur St 2184 verläuft.

## Geschichte
Der Ort wurde 1419 als „Hoerleßrewt“ erstmals urkundlich erwähnt. Das Bestimmungswort des Ortsnamens ist der Familienname Hornlein.
Die Fraisch über Hörlasreuth hatte das brandenburg-bayreuthische Kasten- und Stadtvogteiamt Creußen, die Grundherrschaft hatte das brandenburg-bayreuthische Verwalteramt Lindenhardt. Von 1791/92 bis 1810 unterstand Hörlasreuth dem preußischen Justiz- und Kammeramt Bayreuth. Danach kam die gesamte Region an das Königreich Bayern.
Mit dem Gemeindeedikt (frühes 19. Jahrhundert) wurde Hörlasreuth dem Steuerdistrikt Gottsfeld und der Ruralgemeinde Gottsfeld zugewiesen. Im Rahmen der Gebietsreform in Bayern wurde Hörlasreuth am 1. Mai 1978 in die Stadt Creußen eingegliedert.